# Hamdi Salihi
Hamdi Salihi est un footballeur albanais, né le 19 janvier 1984 à Shkodër. Hamdi Salihi, évolue actuellement au SC Wiener Neustadt. Attaquant de la sélection albanaise, il est surnommé The Bomber.

## Carrière
Hamdi Salihi est un joueur albanais qui commence sa carrière en Albanie dans le club de sa ville natale, le KS Vllaznia Shkodër ou il joue de 2002 à 2004. Jouant seulement 2 matches lors de sa première saison professionnelle, il brille lors de la saison 2003-2004 puisqu'il inscrit la bagatelle de 14 buts en 33 matches. Son équipe termine troisième au classement cette année-là derrière le SK Tirana et le Dinamo Tirana. Il démarre l'édition 2004-2005 sur les chapeaux de roue avec 16 buts en seulement 20 matches jusqu'à la trêve. C'est alors qu'il annonce son départ pour la Grèce.
En 2004, il rejoint donc Athènes et le Panionios où on ne lui donne pas réellement sa chance. Sollicité à seulement 6 reprises, il décide à la fin de la saison de revenir dans son pays, au KF Tirana. Ce retour est un succès pour Salihi qui décroche la Supercoupe d'Albanie, la Coupe d'Albanie et le titre de meilleur buteur du pays avec 29 réalisations. Après un bon début de championnat, (17 buts en 24 matches), Salihi décide de nouveau de s'exporter durant l'hiver 2006. 
Il signe en janvier 2007 pour le club autrichien de SV Ried et aide ce dernier à atteindre le deuxième place au classement lors de sa première demi-saison en inscrivant 6 buts. Continuant sur sa lancée, il marque 12 buts en 33 matches (4e meilleur buteur du pays) dans une équipe qui peine en championnat (7e sur 10). Après une édition 2008-2009 satisfaisante (14 buts), Salihi rejoint les rangs du Rapid Vienne durant l'été 2009 après seulement 6 matches.
Le 31 août 2009, il signe donc pour le Rapid Vienne, vice-champion d'Autriche en titre pour une durée de 3 ans. Dès son premier match avec les blancs et verts, il rentre à la 83e minute et inscrit le but qui permet aux siens d'arracher le point du nul face au Red Bull Salzbourg (2-2). Avec 17 buts inscrits, il est le 5e meilleur buteur du pays lors de la saison 2009-2010 à 3 unités de Steffen Hofmann, son coéquipier du Rapid. Son club termine alors à la troisième place au classement, derrière Salzburg et l'Austria Vienne. La saison suivante, l'attaquant albanais fait encore mieux en marquant à 29 reprises en 49 rencontres toutes compétitions confondues (18 buts en championnat).
Le 2 février 2012, il signe au DC United comme joueur désigné.
Le 14 juillet 2015, il signe un doublé lors de la victoire 4-1 de son équipe KF Skënderbeu Korçë qui compte pour le match aller du deuxième tour de qualification de la Ligue des Champions.

## Palmarès
- Vainqueur du Championnat d'Albanie en 2007 et  2016
- Meilleur buteur du championnat d'Albanie 2005-2006 (KF Tirana)
- Vice champion d'Albanie 2006 et 2003
- Coupe d'Albanie 2006 (KF Tirana)
- Supercoupe d'Albanie de football 2005 et 2006 (KF Tirana)
- Vice-champion d'Autriche 2007 (SV Ried)

## Sélections
Hamdi Salihi connait sa première sélection en 2006 alors qu'il évolue au KF Tirana. Il inscrit son premier but avec l'équipe nationale albanaise le 22 aout 2007 face à Malte lors d'un match amical (victoire 3-0).

## Clubs successifs
- 2002-2004 :  KS Vllaznia Shkodër
- 2004-2005 :  Neos Panionios FC
- 2005- déc. 2006:  SK Tirana
- jan. 2007-2009 :  SV Ried
- 2009- jan. 2011 :  Rapid Vienne
- fév. 2012-jan. 2013 :  DC United
- fév. 2013-nov. 2013 :  Jiangsu Sainty
- fév. 2014-jan. 2015 :  Hapoël Acre
- fév. 2015-2015 :  Hapoël Haïfa
- 2015-2017 :  KF Skënderbeu Korçë
- 2017-2019 :  SC Wiener Neustadt